# 239 v. Chr.
Portal Geschichte | Portal Biografien | Aktuelle Ereignisse | Jahreskalender | Tagesartikel

◄ |
4. Jahrhundert v. Chr. |
3. Jahrhundert v. Chr. |
2. Jahrhundert v. Chr. |
►

◄ | 250er v. Chr. | 240er v. Chr. | 230er v. Chr. | 220er v. Chr. |
210er v. Chr. |
►

◄◄ | ◄ | 242 v. Chr. | 241 v. Chr. | 240 v. Chr. | 239 v. Chr. |
238 v. Chr. |
237 v. Chr. |
236 v. Chr. |
► |
►►
Staatsoberhäupter

## Ereignisse

### Politik und Weltgeschehen
- Die Karthager bitten die Römer um Unterstützung gegen die aufständischen Söldner. Rom erklärt sich lediglich bereit, Werbungen Karthagos in Italien zuzulassen; ein römischer Vermittlungsversuch wird von den Rebellen zurückgewiesen.
- Demetrios II., der Sohn des Antigonos II. Gonatas, wird nach dessen Tod König von Makedonien.
- Diodotos II. wird Nachfolger des Diodotos I. als König des Griechisch-Baktrischen Königreiches.
- Gründung der latinischen Kolonie Valentia.

### Kultur
- 11. August: Laut dem Nachwort sind die Aufzeichnungen für das philosophische Werk Lüshi chunqiu (Frühling und Herbst des Lü Buwei) des chinesischen Politikers und Dichters Lü Buwei abgeschlossen.

## Geboren
- Quintus Ennius, römischer Schriftsteller und Dichter († 169 v. Chr.)

## Gestorben
- Antigonos II. Gonatas, König von Makedonien (* um 319 v. Chr.)
- Diodotos I., König des Griechisch-Baktrischen Königreiches